# 東伊豆町
東伊豆町（日语：／ Higashiizu chō */?）為位于静岡縣伊豆半島東岸的町。主要產業為漁業和觀光業。
- OpenStreetMap上有關東伊豆町的地理
- 维基共享资源上的相關多媒體資源：東伊豆町

34°46′N 139°2′E / 34.767°N 139.033°E